# Teretriphora ponderorum
Teretriphora ponderorum is een slakkensoort uit de familie van de Triphoridae. De wetenschappelijke naam van de soort is voor het eerst geldig gepubliceerd in 1983 door B. A. Marshall.